# Kultproswiet (osiedle)
Kultproswiet (ros. Культпросвет) – osiedle typu wiejskiego w zachodniej Rosji, w sielsowiecie kalinowskim rejonu chomutowskiego w obwodzie kurskim.

## Geografia
Miejscowość położona jest przy szosie Kijewskiej, 4 km od centrum administracyjnego sielsowietu kalinowskiego (Kalinowka), 6 km od centrum administracyjnego rejonu (Chomutowka), 120 km od Kurska.

## Demografia
W 2010 r. miejscowość zamieszkiwało 29 osób.